# Raionul Polohî, Zaporijjea
Polohî (în ucraineană Пологівський район, transliterat: Polohivskîi raion) este un raion în regiunea Zaporijjea, Ucraina. Are reședința la Polohî.
Are o suprafață de 6.762,5 km². Populația este de 163.641 locuitori, determinată în 1 ianuarie 2022, prin bilanț demografic[*].